# Michael Hutchence (álbum)
Álbum homónimo del cantante Michael Hutchence.
En el año de 1995, Michael Hutchence, vocalista de INXS, comenzó a grabar lo que sería su primer y único álbum como solista, el cual nunca pudo verlo lanzado en vida.
Después de su muerte el 22 de noviembre de 1997, el productor Danny Saber y el exguitarrista de "Gang of Four", Andy Gill, completaron el álbum y lo lanzaron dos años después de su muerte, en 1999.
Bono (U2), amigo de Michael, grabó parte de la letra del tema "Slide Away", y finalmente se terminó el álbum.
El primer sencillo del álbum fue A Straight Line. Fue disco de oro en 1999 con más de 35000 copias vendidas en los charts australianos.
Está dedicado simplemente a "Tiger", en referencia a la hija de Hutchence llamada Heavenly Hiraani Tiger Lilly.

## Lista De Temas
- 1- Let Me Show You
- 2- Possibilities
- 3- Get on the Inside
- 4- Fear
- 5- All I'm Saying
- 6- A Straight Line
- 7- Baby It's Alright
- 8- Don't Save Me from Myself
- 9- She Flirts for England
- 10-Flesh and Blood
- 11-Put the Pieces Back Together
- 12-Breathe
- 13-Slide Away (feat. Bono)

Extra:
- 14-Standing On The Rooftop